# Scrubs: Interns

Immagine dalla di apertura di ogni webisodio della webserie

Scrubs: Interns è una webserie prodotta nel 2009, tratta dalla serie televisiva Scrubs - Medici ai primi ferri.
La webserie è composta da 12 episodi dalla durata di 6 minuti ciascuno. 10 di questi sono stati pubblicati sul sito web della ABC, mentre gli ultimi due sono stati resi disponibili esclusivamente nel cofanetto dell'ottava stagione della serie.
Tutti gli episodi sono stati diretti da Eren Celeboglu, che compare anche in un cameo come guest star nell'ultimo episodio. Gli episodi sottotitolati in italiano sono stati inseriti nel DVD dell'ottava stagione. La canzone di apertura è cantata dalla band di Ted, i The Blanks.
Non è disponibile una versione doppiata in italiano degli episodi, ma sono presenti sottotitolate su YouTube.

## Episodi
| n° | Titolo originale                   | Titolo italiano                               | diffusione on-line USA | diffusione Italia |
| -- | ---------------------------------- | --------------------------------------------- | ---------------------- | ----------------- |
| 1  | Our Intern Class                   | La nostra classe di specializzandi            | 1º gennaio 2009        | DVD               |
| 2  | Our Meeting with J.D.              | Il nostro incontro con J.D.                   | 7 gennaio 2009         | DVD               |
| 3  | Our Meeting in the Broom Closet    | Il nostro incontro nello stanzino delle scope | 13 gennaio 2009        | DVD               |
| 4  | Screw You with Ted and the Gooch   | "Screw You" con Ted e Gooch                   | 27 gennaio 2009        | DVD               |
| 5  | The Late Night with Jimmy Show     | Tarda notte con il Jimmy Show                 | 3 febbraio 2009        | DVD               |
| 6  | Our Meeting with the Braintrust    | Il nostro incontro con il trust di cervelli   | 10 febbraio 2009       | DVD               |
| 7  | Legal Custodians Outtakes          | Fuoriscena custodi legali                     | 18 marzo 2009          | DVD               |
| 8  | Our Bedside Manner                 | Il nostro comportamento a letto               | 25 marzo 2009          | DVD               |
| 9  | Our Meeting with Turk and the Todd | Il nostro incontro con Turk e Todd            | 1º aprile 2009         | DVD               |
| 10 | Our Final Advice                   | Il nostro consiglio finale                    | 8 aprile 2009          | DVD               |
| 11 | Our Meeting with Carla             | Il nostro incontro con Carla                  | DVD                    | DVD               |
| 12 | Legal Custodians Episode           | Episodio custodi legali                       | DVD                    | DVD               |

### La nostra classe di specializzandi
Sunny crea un video-diario in cui fa conoscere i nuovi specializzandi del Sacro Cuore. Essi hanno la prima lezione giuridica con Ted e hanno la prima sgridata di Cox. Sonia mostra anche alle telecamere che nei bagni i The Blanks, la band di Ted, si esibiscono quotidianamente.

### Il nostro incontro con J.D.
Sunny e gli altri specializzandi hanno la loro prima lezione di medicina con J.D., e questo durante tutta la lezione spiega alcune abbreviazioni da usare nel gergo ospedaliero.